# Khorovats
Il khorovats (in armeno խորոված, IPA χoɾoˈvɑt͡s, letteralmente grigliato) è un tipico piatto alla brace armeno.
Si tratta di un piatto di carne di maiale o, a volte, di agnello. Altri tipi di carne e pesce sono raramente usati. La carne viene condita con sale e pepe o, più raramente, marinata.
Tradizionalmente un piatto preparato in giorni di festa, ha rinforzato questo significato dopo la dissoluzione dell'Unione Sovietica quando, a causa del peggioramento delle condizioni di vita, la carne divenne un prodotto di difficile reperibilità.
La sagra del khorovats si tiene annualmente nella città di Akhtala.

## Preparazione
La carne viene cotta infilzata in uno spiedo (շամփուր, shampur in armeno), solitamente insieme alle patate o ad altri ortaggi. Può essere cotta su un normale barbecue all'aria aperta oppure appesa al di sopra di un pozzo (թոնիր, tonir in armeno) simile a quello usato per cuocere il lavash.

## Varianti
Esistono versioni vegetariane del khorovats, in cui melenzane, peperoni, zucchine o funghi vengono infilzati nello spiedo sostituendo la carne.

## Consumo

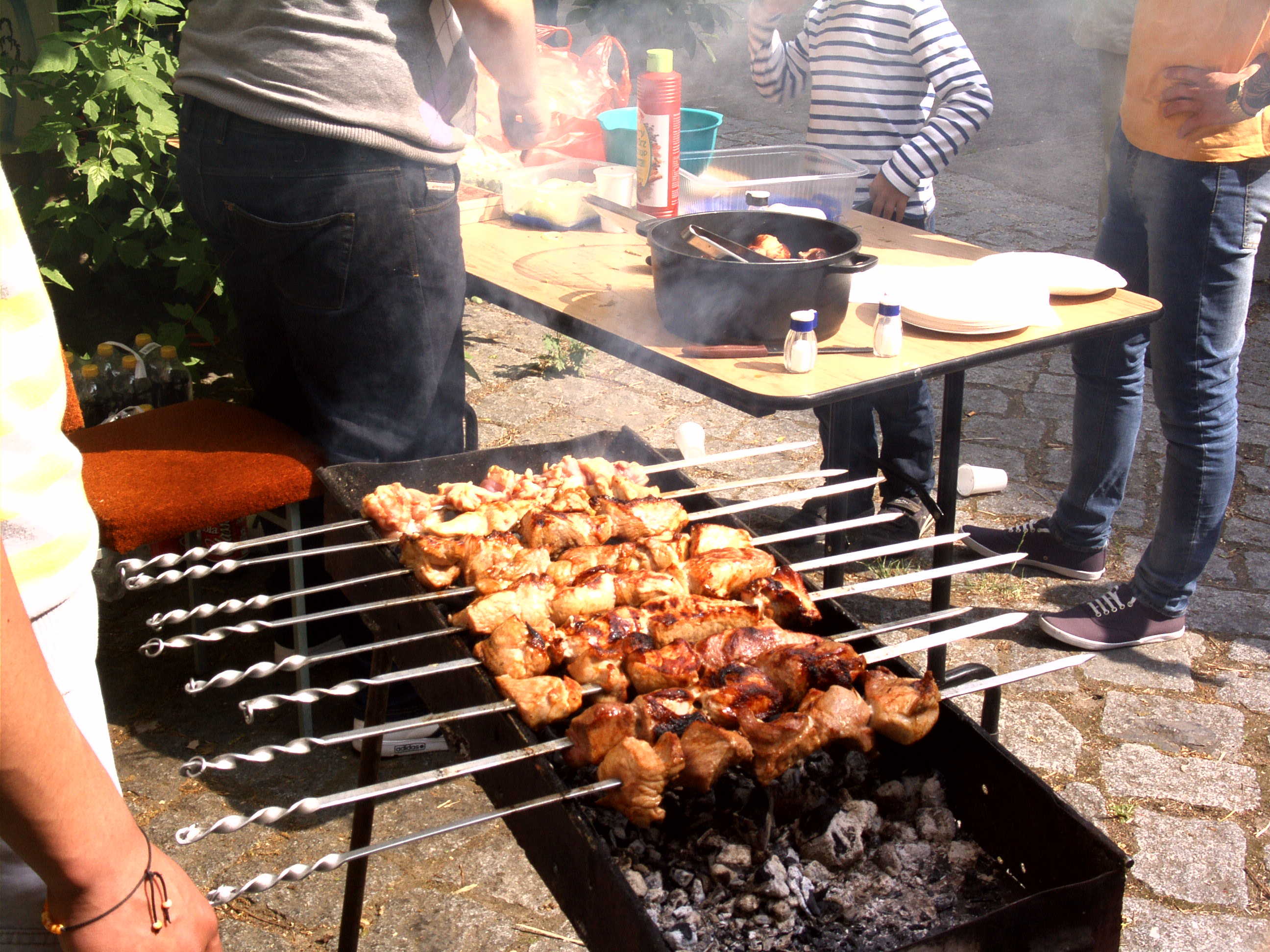
Khorovats cotto all'aria aperta.

Il khorovats di carne viene abitualmente consumato avvolto nel pane lavash. Tipicamente, si fodera una grande ciotola con il lavash e vi si collocano i pezzi di carne man mano che sono pronti, insieme con cipolla finemente tagliata ed erbe. In questo modo il pane assorbe i succhi della carne e si insaporisce, prima di essere usato per mangiare il khorovats.